# Thành phố đô thị Messina
Thành phố đô thị Messina (tiếng Ý: Città metropolitana di Messina) thuộc vùng Sicilia, Ý. Thủ phủ là thành phố Messina. Nó thay thế tỉnh Messina và bao gồm thành phố Messina và 107 khu tự quản (comuni) khác. Theo Eurostat FUA của vùng đô thị Messina có 277.584 cư dân vào năm 2014. Thành phố đô thị Messina giáp với thành phố đô thị Palermo (tỉnh Palermo cũ), thành phố đô thị Catania (tỉnh Catania cũ) và tỉnh Enna. Một phần lãnh thổ thuộc về vùng đô thị eo biển Messina, cùng với Reggio Calabria.

### Hành chính
- Acquedolci
- Alcara li Fusi
- Alì
- Alì Terme
- Antillo
- Barcellona Pozzo di Gotto
- Basicò
- Brolo
- Capizzi
- Capo d'Orlando
- Capri Leone
- Caronia
- Casalvecchio Siculo
- Castel di Lucio
- Castell'Umberto
- Castelmola
- Castroreale
- Cesarò
- Condrò
- Falcone
- Ficarra
- Fiumedinisi
- Floresta
- Fondachelli-Fantina
- Forza d'Agrò
- Francavilla di Sicilia
- Frazzanò
- Furci Siculo
- Furnari
- Gaggi
- Galati Mamertino
- Gallodoro
- Giardini Naxos
- Gioiosa Marea
- Graniti
- Gualtieri Sicaminò
- Itala
- Leni
- Letojanni
- Librizzi
- Limina
- Lipari
- Longi
- Malfa
- Malvagna
- Mandanici
- Mazzarrà Sant'Andrea
- Merì
- Messina
- Milazzo
- Militello Rosmarino
- Mirto
- Mistretta
- Mojo Alcantara
- Monforte San Giorgio
- Mongiuffi Melia
- Montagnareale
- Montalbano Elicona
- Motta Camastra
- Motta d'Affermo
- Naso
- Nizza di Sicilia
- Novara di Sicilia
- Oliveri
- Pace del Mela
- Pagliara
- Patti
- Pettineo
- Piraino
- Raccuja
- Reitano
- Roccafiorita
- Roccalumera
- Roccavaldina
- Roccella Valdemone
- Rodì Milici
- Rometta
- San Filippo del Mela
- San Fratello
- San Marco d'Alunzio
- San Pier Niceto
- San Piero Patti
- San Salvatore di Fitalia
- Santa Domenica Vittoria
- Sant'Agata di Militello
- Sant'Alessio Siculo
- Santa Lucia del Mela
- Santa Marina Salina
- Sant'Angelo di Brolo
- Santa Teresa di Riva
- San Teodoro
- Santo Stefano di Camastra
- Saponara
- Savoca
- Scaletta Zanclea
- Sinagra
- Spadafora
- Taormina
- Terme Vigliatore
- Torregrotta
- Torrenova
- Tortorici
- Tripi
- Tusa
- Ucria
- Valdina
- Venetico
- Villafranca Tirrena